# 曲靖市第一中学
曲靖市第一中学，简称曲靖一中，位于云南省曲靖市麒麟区，是云南省一级一等普通高级中学。前身是1913年建立的云南省立第三师范学校。现有文昌、胜峰两个校区，总占地面积314亩。中国全国重点文物保护爨宝子碑和段氏三十七部会盟碑位于校园内。学校较重视提高学生应试成绩和身体素质，是云南省为数不多的高考重点率在90%以上的学校之一。

## 历史沿革

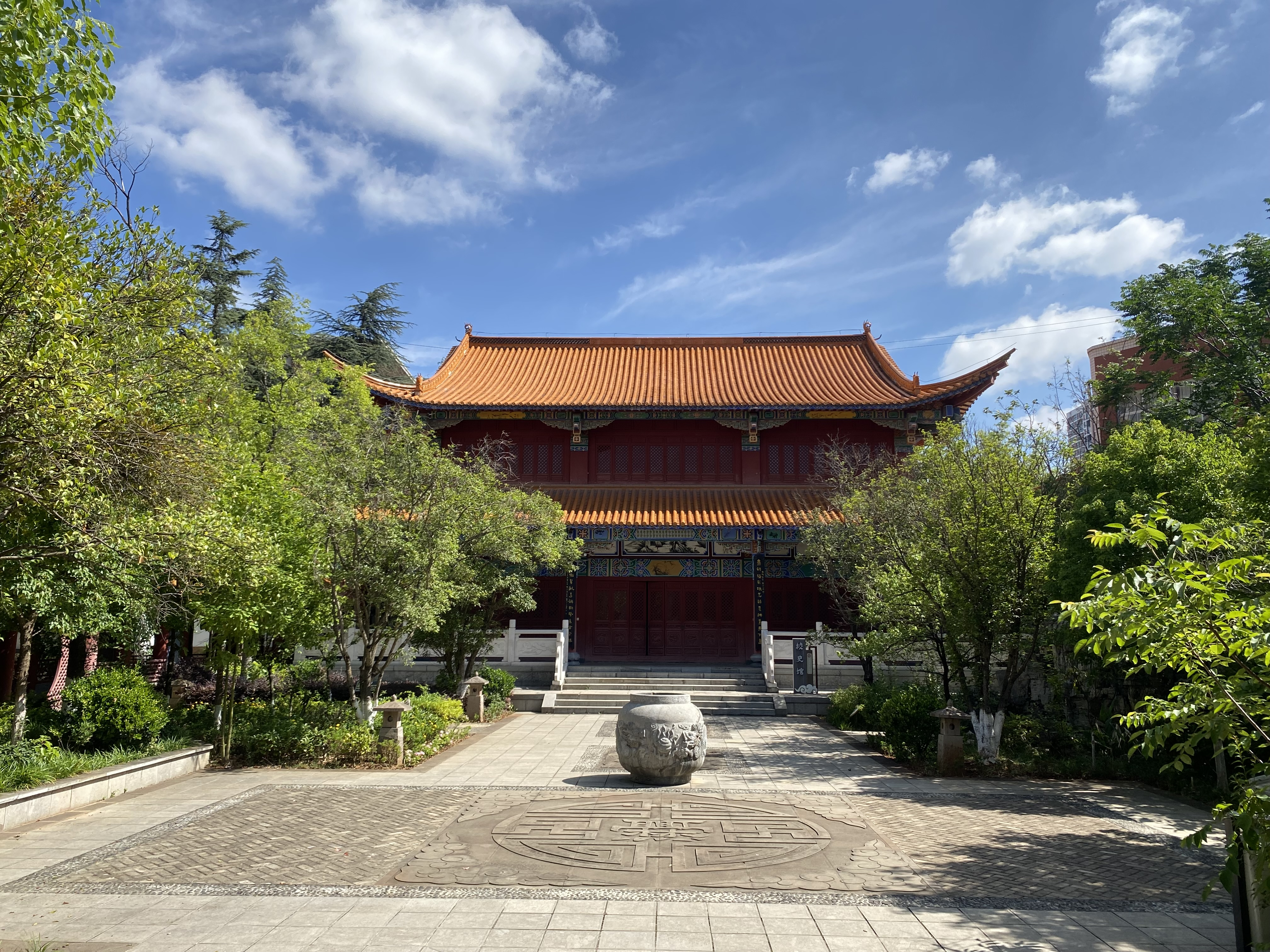
曲靖市第一中学校史馆

- 民国元年（1912年），时任云南省都督府都督蔡锷提议教育司拟具添设师范学校计划。当年11月，周钟岳拟报都督府任命谢显琳为省立第三师范学校校长，并展开校舍规划筹建事宜。次年3月22日，正式举行开学典礼，学校设甲乙两班，正额100名，副额20名。
- 1932年4月，云南学校设立制度变化，云南省立第三师范学校奉命改为云南省立曲靖中学。其后开始招收两个初中班，实行男女同班。校内的师范班全部改为乡村师范科，附设在中学内。
- 1950年，与曲靖市立澜泉中学合并，校名沿用云南省立曲靖中学。
- 1956年，云南省立曲靖中学附设之师范与该校分离，校名定为“云南省曲靖师范学校”。 云南省立曲靖中学附属小学和幼儿园行政权划归云南省曲靖师范学校。
- 1956年10月，云南省教育厅批复专署文教科，曲靖中学改名为云南省曲靖第一中学。1962年8月，曲靖地委和行署研究决定，撤销曲靖四中，并入曲靖一中，学校名称不变。
- 1997年5月，曲靖撤地设市，“云南省曲靖第一中学”随之更名为“云南省曲靖市第一中学”。
- 2020年3月30日，曲靖一中胜峰新校区开工[4]，投资9.84亿元，2021年9月1日揭牌启用[5]。新校区占地面积200亩，总建筑面积12.4万平方米，可容纳60个教学班、3000名学生[5]。

## 分校
曲靖一中三元中学分校
2001年，曲靖市教育局批准，马光强和市级教育系统共同投资建立该校。其后该校与曲靖一中联合办学，遂成为曲靖一中分校。学校新校区位于曲靖开发区，占地166亩，于2003年建成。学校设有初中、高中部，以初中部见长。
曲靖一中胜境中学分校
曲靖一中胜境中学分校由中共富源县委、县政府投资建立。学校于2005年建成，同年9月1日开始招生。但在学校建成前一年便与曲靖一中建立了合作关系，成为曲靖一中分校。
曲靖市第一中学安宁温泉山谷学校
2019年9月签约共建。
曲靖市第一中学沾益清源学校
2018年9月17日创办。由袁锋担任校长、党支部书记，邱友会担任副校长。

## 知名校友
- 桂涛声：《在太行山上》词作者
- 胡永康：中国科学院院士
- 黄润乾：中国科学院院士
- 张福学：北京信息工程学院传感器电子研究所所长
- 李维新：1953年毕业，核工业部研究员[7]
- 王祖训：1951年毕业，原中国人民解放军军事科学院院长，上将军衔[7]
- 徐文烈：少将[8]
- 邹云华：曾任四川省军区副司令员，少将军衔

## 校园风光
- 爨宝子碑位于曲靖一中校园内。该碑刻于公元404年，全称晋故振威将军建宁太守爨府君之墓碑，1961年被列为第一批全国重点文物保护单位。碑文记述了生前为世袭建宁郡太守衅部族首领爨宝子的生平、家世及其政绩。[9]
- 段氏与三十七部会盟碑亦位于校园内。

## 百年校庆
2013年，曲靖市第一中学将迎来建校100周年，学校为此特别成立了曲靖一中百年校庆筹委会，计划编辑出版纪念文集和举行盛大的展览活动。希望以此活动提升学校知名度，并搜集充实校史资料。

## 争议

### 《曲靖一中高考冲刺指南》事件
2009年，一套由天津人民出版社出版的高考复习试卷《曲靖一中高考冲刺指南》销售火爆，试卷在网上的价格甚至炒到每套上千元。来自多位出版、教育界专家的好评和媒体的大篇幅报道对此有决定性的推动作用。有不少网友和学者质疑该套试卷有被夸大、炒作之嫌，参与该份试题编写的曲靖一中教师在接受中央电视台采访时也强调“提高学生学习的主动性才是快速提高成绩的关键”。